# Tshuah-ping

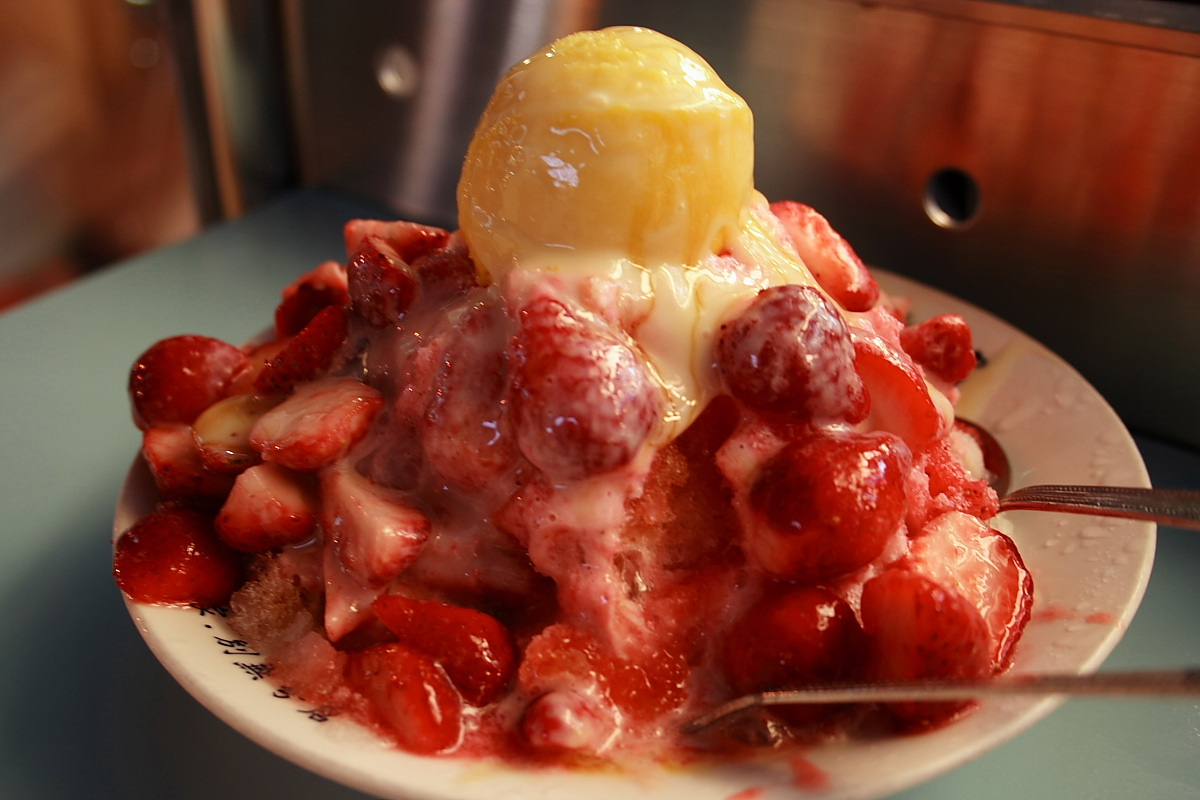
Baobing aux fraises avec du lait concentré

Le tshuah-ping (礤冰 ou 剉冰), tsuabing ou baobing (刨冰 en chinois simplifié) est un dessert taïwanais à base de fruits consommé à Taïwan, en Chine, au Viêt Nam et en Malaisie. Il est de plus en plus consommé aux États-Unis en raison de la forte présence de populations d'origine asiatique.

## Origine
Les origines du baobing remontent à plus de mille ans. D'après Reay Tanahil, l'auteur de La nourriture dans l'Histoire, le baobing, qui signifie "glace râpée", était déjà consommé au septième siècle en Chine. 

## Préparation
Réalisé à base de fruits tels que la mangue, le litchi ou le ramboutan, le baobing consiste en une coupe glacée de fruits et de glace finement râpée recouverte de sirop sucré et de lait concentré. Alors qu'en Asie les saveurs telles que haricot azuki ou crème sont appréciées, les Occidentaux préfèrent le melon ou le litchi. 
Pour préparer un baobing, on place de la glace finement râpée sur une assiette. Traditionnellement, on ajoutait du sirop de sucre de canne sur la glace. On rajoute ensuite un sirop ou du lait concentré, ainsi que plusieurs aliments tels que des haricots azuki, des cacahuètes, des fruits, des amandes ou de la gelée d'herbe. 

## Dans d'autres cultures
Il existe des variantes plus ou moins similaires au baobing dans d'autres cultures. On trouve notamment :
- le halo-halo, dessert philippin.
- le patbingsu, dessert coréen.
- le ais kacang, dessert malaisien.
- le granita, dessert italien typique de la Sicile.
- la grattachecca, dessert italien.
- le kakigōri, dessert japonais.